# Русский военный жаргон

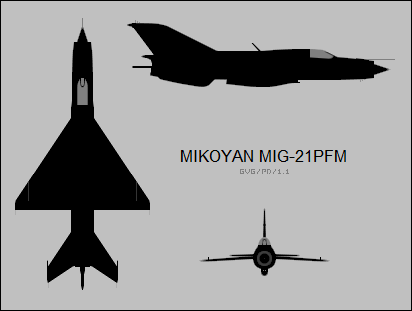
Проекции МиГ-21ПФМ. При виде в плоскости самолёт действительно может напоминать форму балалайки, за что и получил такое прозвище

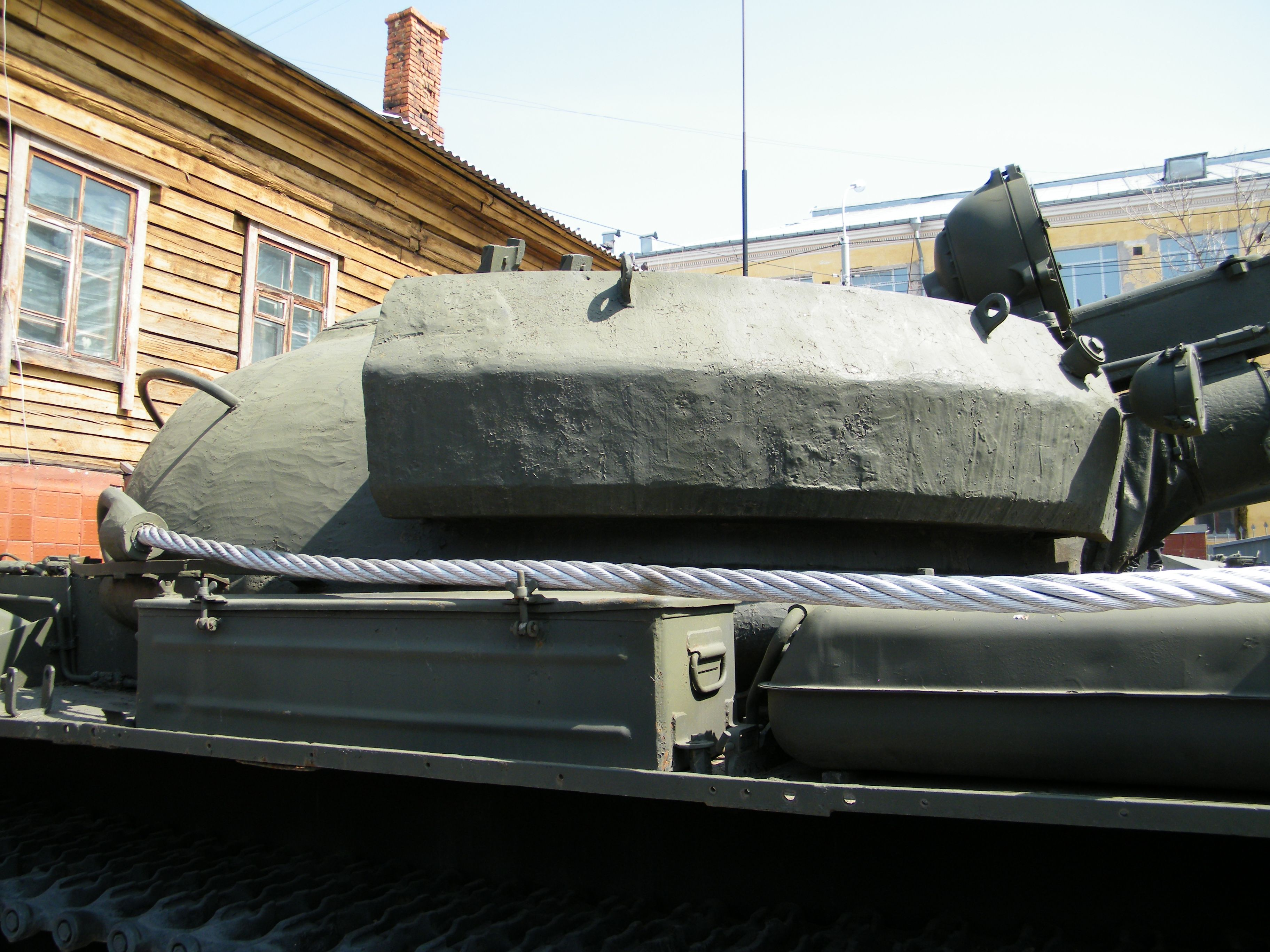
«Бровь» — броневой экран на правой стороне башни Т-62М в Музее КДВО

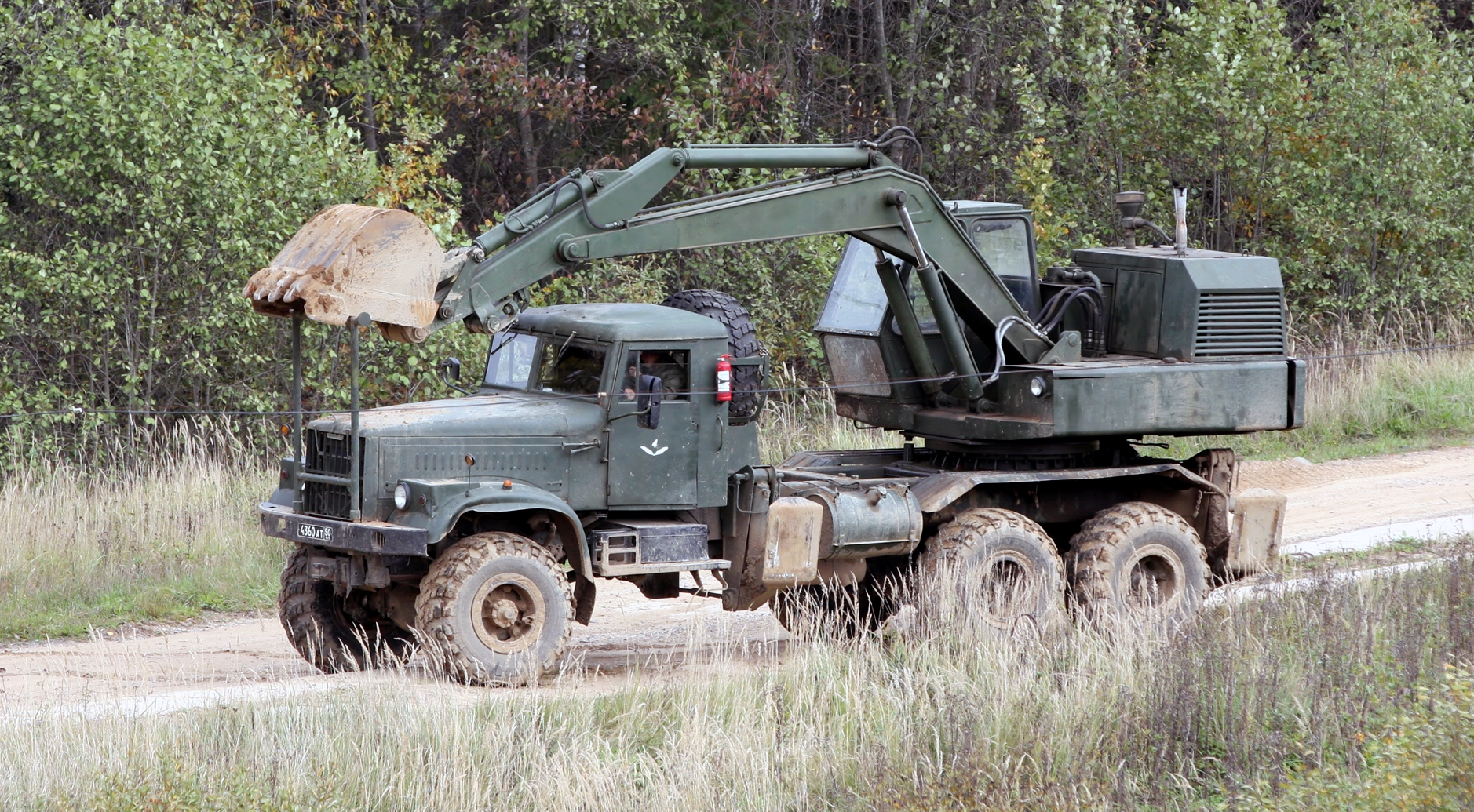
«Кирасир» — экскаватор ЭОВ-4421 на шасси КрАЗ-255

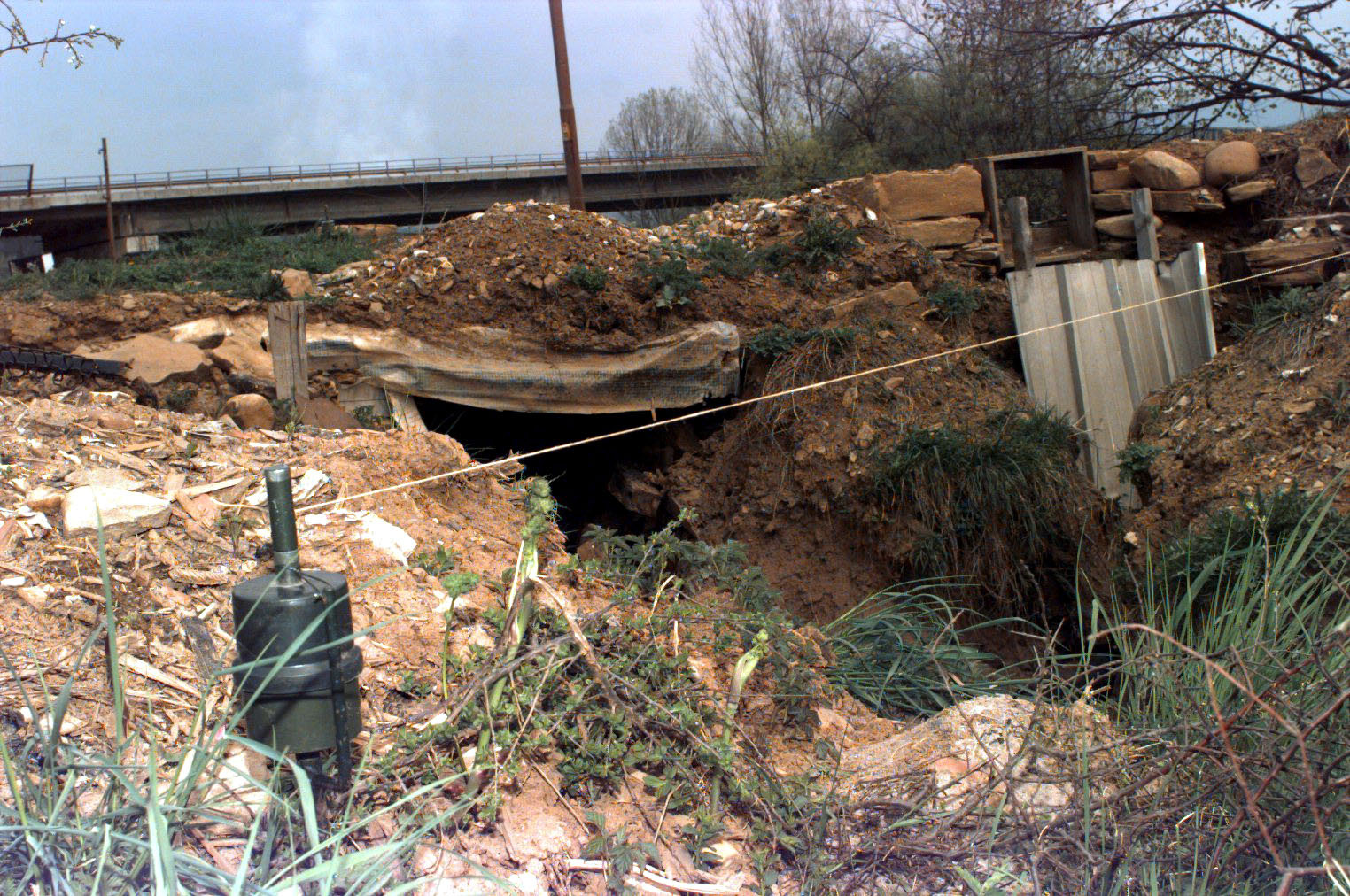
Растяжка

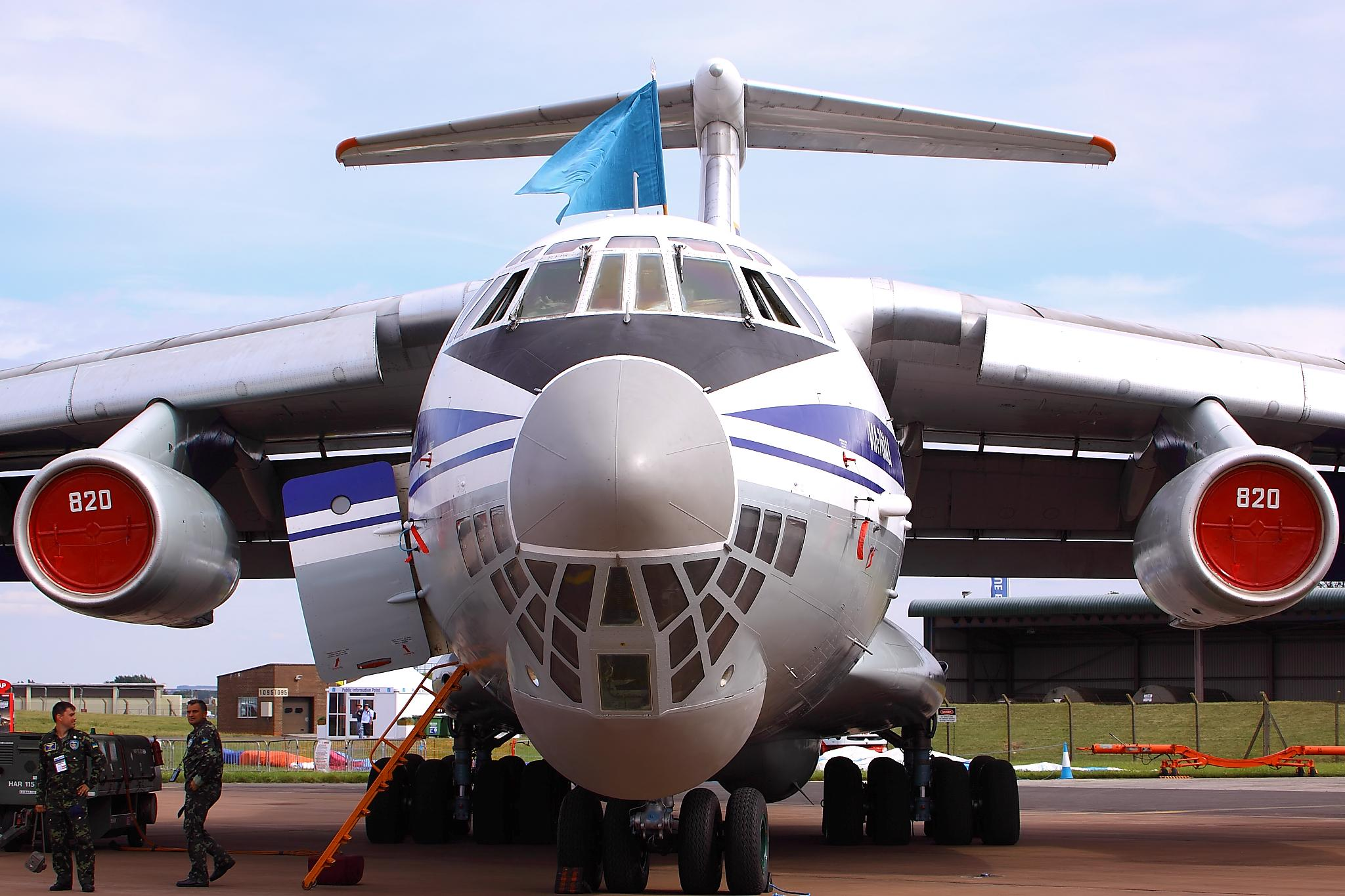
Транспортный самолёт Ил-76, вид спереди. За характерную форму остекления кабины штурмана, похожего на улыбку, прозван лётным составом «улыбайкой»

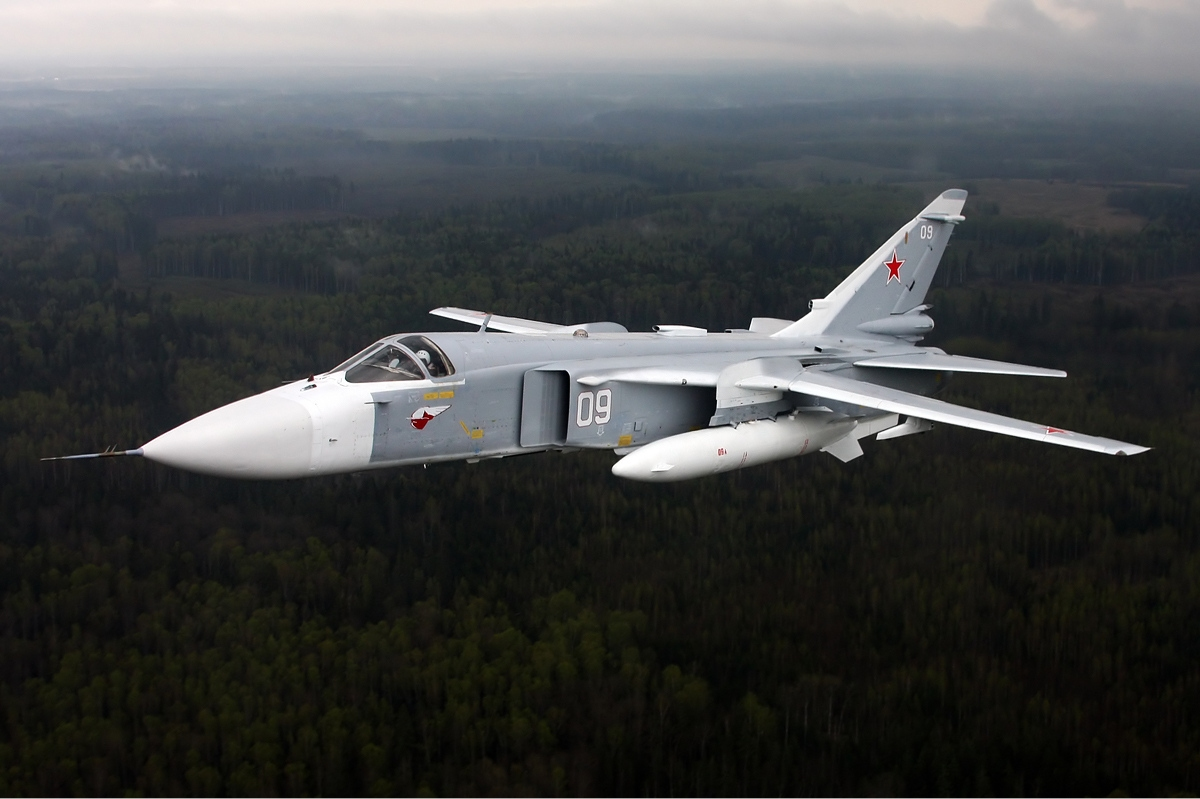
Су-24 за его угловатую форму советские летчики прозвали «утюгом», «чемоданом» и «сундуком»

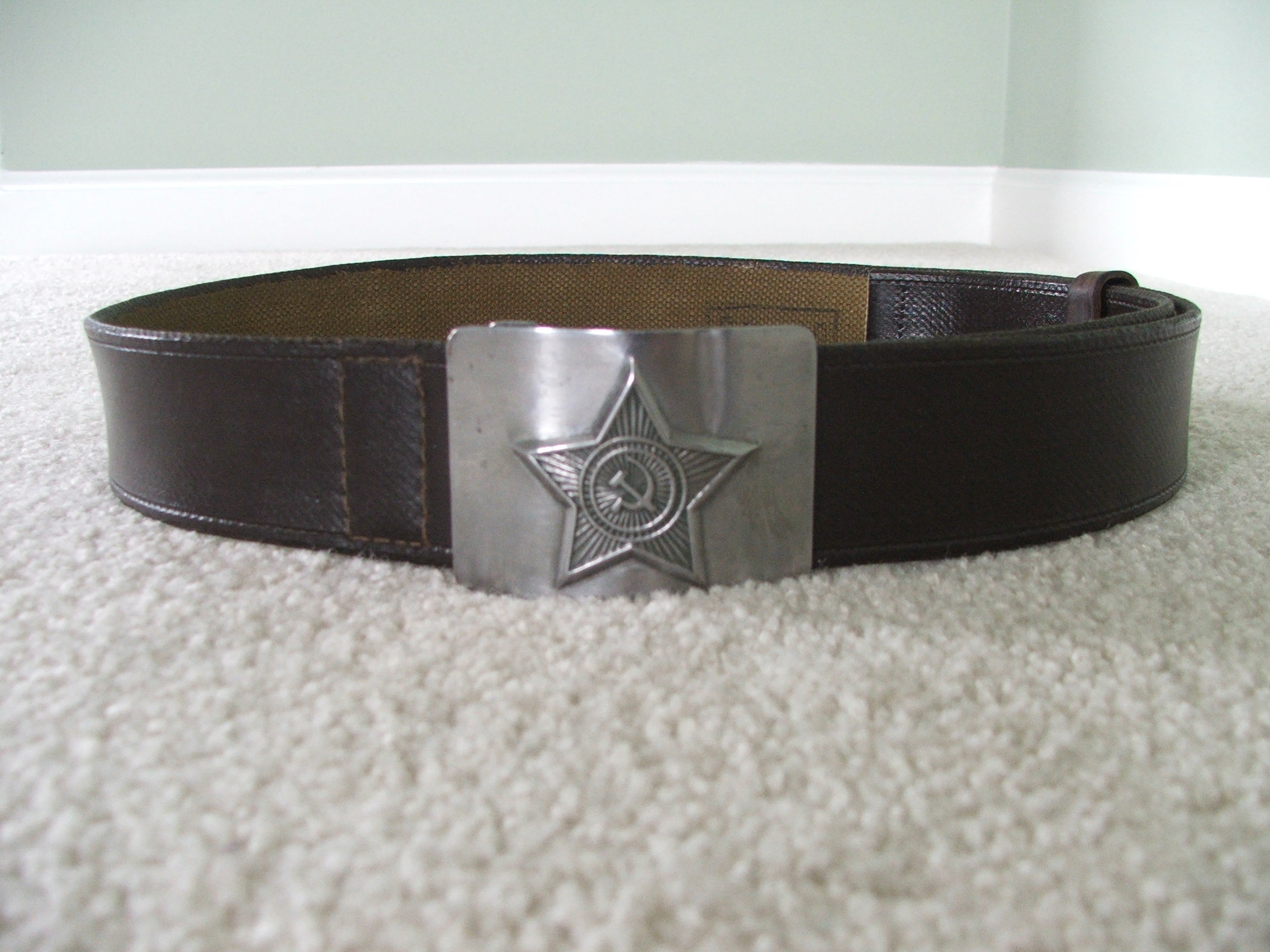
Партизанский ремень — полевой поясной ремень из комплекта снаряжения рядового и сержантского состава ВС СССР, пряжка ремня покрыта краской защитного цвета (на фото краска счищена).

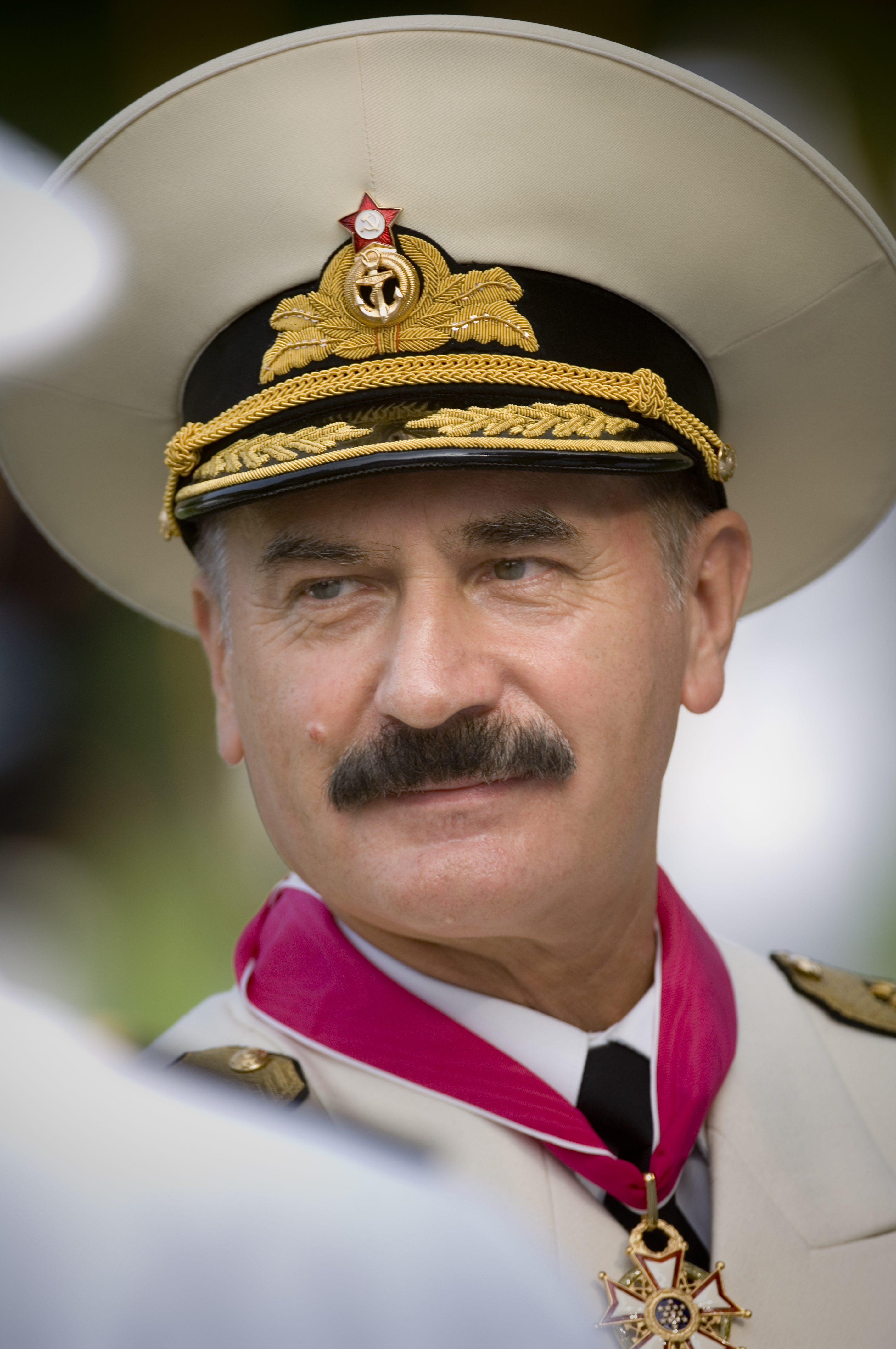
Краб — эмблема и капуста — шитьё на козырьке фуражки.

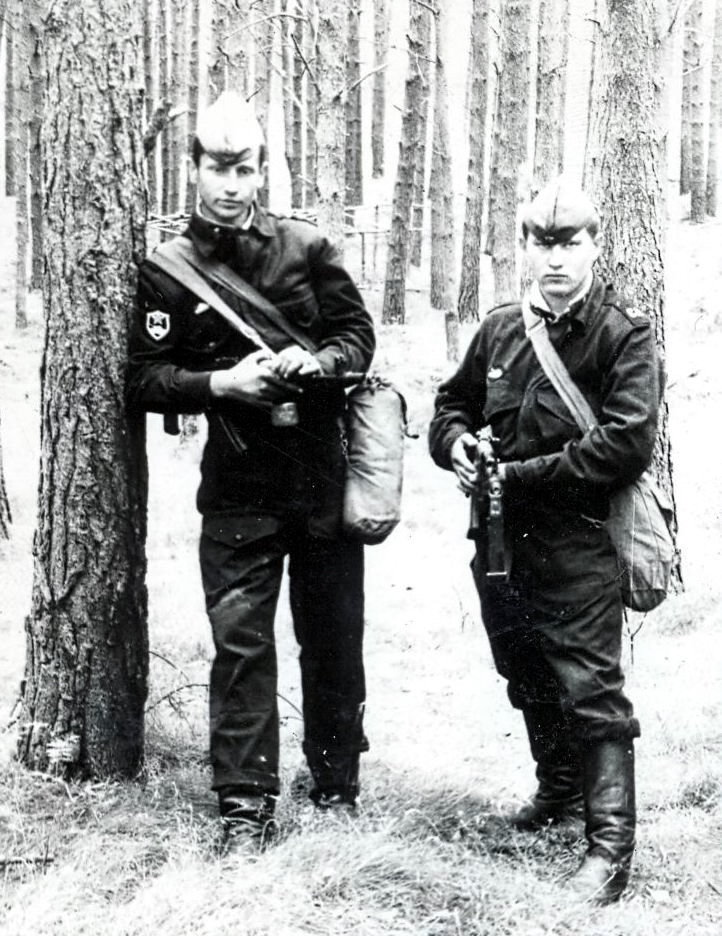
Солдаты танковых войск в чёрных технических комбинезонах — «танкачах», ГСВГ.

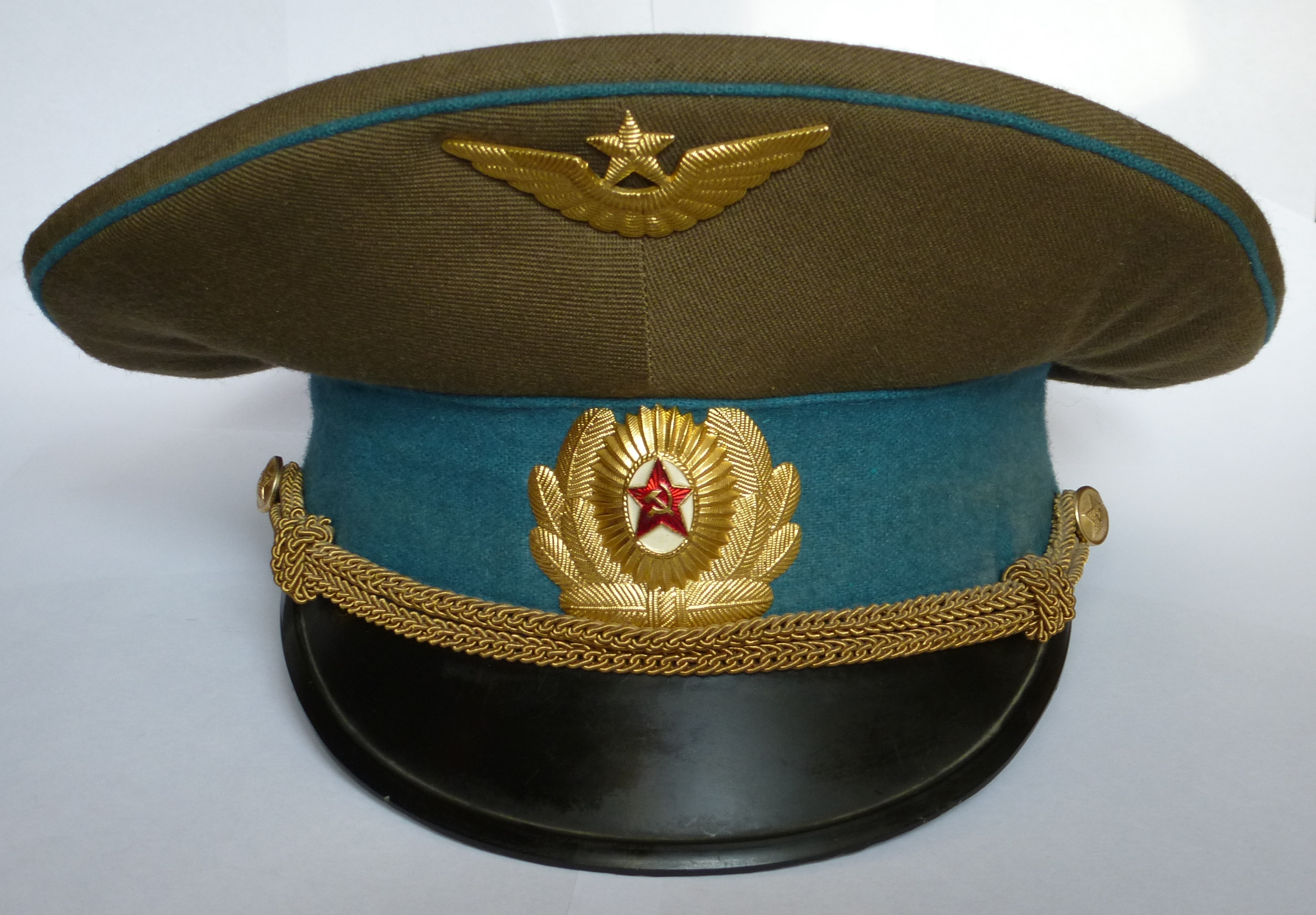
Офицерская фуражка к повседневной форме одежды авиации и ВДВ в ВС СССР 1969—91 годов, закреплены на:
околыше кокарда с эмблемой;
тулье «птичка» — эмблема.

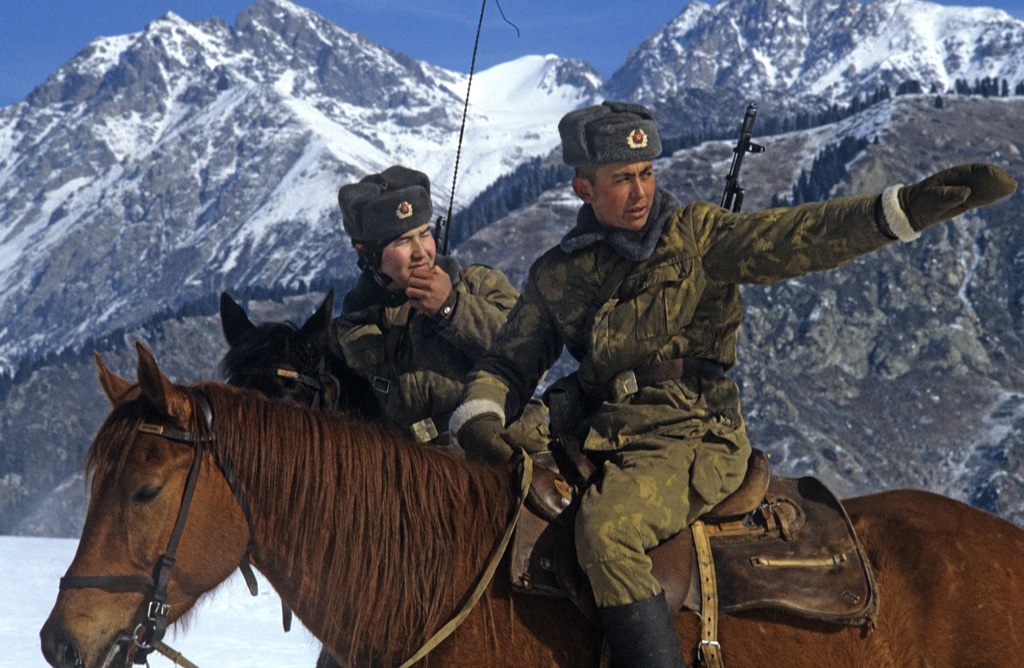
Конный наряд, ПВ КГБ СССР (одеты в так называемую погранцо́вку). Горный участок советско-китайской границы. Пограничная застава «Хоргос». КазССР, январь 1984-го.

Ру́сский вое́нный жарго́н (советский и российский военный жаргон) — профессиональный жаргон военнослужащих вооружённых сил (ВС) тех государств и стран, в которых среди военнослужащих распространён русский язык общения (Союза ССР, России, Белоруссии, Казахстана, Украины и т. д.).
У военнослужащих служит для краткости обозначения предметов (изделий) и явлений армейской, авиационной, флотской и специальной (служебной) жизни, жизни пограничных и внутренних войск, а также для простоты общения в данной специфической социальной группе и обозначения принадлежности к ней.
Советский военный жаргон представляет собой совокупность неологизмов, часть которых образована путём сокращения названий видов, типов, моделей вооружений, воинских званий, воинских должностей, специальностей, других явлений военного быта; часть заимствована из уголовного жаргона и бытового юмора; часть возникла под воздействием явления «дедовщины» и отражает область неуставных взаимоотношений между военнослужащими.
Военный жаргон России может различаться в видах вооружённых сил, родах войск (сил) видов ВС, отдельных родах войск, спецвойсках и по составам военнослужащих в связи с большим количеством специальностей и формирований в ВС и т.д..
Приведённые ниже жаргонизмы русского (советского) военного жаргона во многом являются своеобразным «наследием» военного жаргона Российской Империи и употребляются в вооружённых силах многих стран бывшего СССР.

## Исследования военного жаргона
В отличие от солдатского (матросского) фольклора, который часто фиксируется в «дембельских альбомах», военный жаргон практически никем не исследовался и до сих пор остаётся малоизученной областью филологических знаний. В XX веке активно составлялись словари уголовного жаргона и молодёжных сленгов, однако словарь военного жаргона так никогда и не издавался, несмотря на многолетнюю историю российской и советской армии, авиации и флота.
По словам исследователей Ксении Кнорре и Андрея Мирошкина, единственная крупная исследовательская работа на тему армейского жаргона под названием «Словарь русского военного жаргона: нестандартная лексика и фразеология вооружённых сил и военизированных организаций Российской империи, СССР и Российской Федерации XVIII—XX веков.» была подготовлена доктором филологических наук, профессором Череповецкого государственного университета Валерием Пантелеймоновичем Коровушкиным и издана в 2000 году в Екатеринбурге.
Вступительная часть словаря была опубликована в журнале «Новый часовой». Данный словарь включает в себя около восьми тысяч слов и интересен, прежде всего тем, что охватывает большую историю российской армии, начиная с русско-турецких войн 1686—1713 годов. В данном труде охарактеризован жаргон военных и военизированных организаций, существовавших в Российской империи, СССР, Российской Федерации — России вплоть до декабря 1996 года. Материалом для исследователя В. П. Коровушкина послужили около 5 тысяч жаргонизмов, выбранных им из более чем 600 произведений литературы: военных романов, мемуаров и дневников, газетных и журнальных статей, справочников и словарей, а также собранных автором с помощью несанкционированного анкетирования и опроса военнослужащих, чтения.
Доцент кафедры теории языка Челябинского государственного университета, филолог Оксана Захарчук, составив классификацию словаря военного жаргона, разделила жаргонизмы на несколько групп. Первая группа связана с военной техникой, обмундированием, оружием. Вторая касается солдат, командиров, межличностных отношений; третья касается быта и занятий военнослужащих.
Также О. Захарчук в своих исследованиях замечает, что «практически во всех приведённых примерах военные жаргонизмы имеют отрицательную коннотацию. Вместе с тем классификация жаргонизмов обнаруживает стремление военнослужащих соединить профессиональные объекты с мирными и таким образом сгладить противопоставление военной службы и мирной гражданской жизни».

## Примеры русского военного жаргона

### Жаргон по видам (родам) войск
| Жаргонизм                     | Значение |
| ----------------------------- | --- |
| Бандерло́г, Спецна́з, Само́совец | Военнослужащий частей и соединений специального назначения ГРУ Генштаба. Первый жаргонизм берёт начало из факультета специальной разведки РВВДКУ, готовившего офицеров для частей специального назначения, на котором курсантов обучали начальным основам акробатики и углублённому знанию иностранных языков, отсюда и ассоциация с вымышленным обезьяньим народом бандар-лог. Далее жаргонизм распространился в войсках. Происхождение второго термина весьма очевидно. Это сокращение от словосочетания «Специальное назначение». Последний термин является отсылкой к солдатам гвардии никарагуанского диктатора Сомосы. |

#### Военно-Морской Флот
В значительной степени военно-морской флотский жаргон содержит специфические морские термины.
Однако нельзя в полной мере отождествлять морские термины, имеющие не только военное, но и вполне официальное назначение, с военно-морским флотским жаргоном. Часто, и так весьма специфические, морские термины имеют и ещё одно (или даже несколько) иносказательных флотских военно-морских значений.
| Жаргонизм | Значение                                    |
| --------- | ------------------------------------------- |
| Шке́нтель  | Арьергард походного пешего строя (колонны). |

### Жаргон посемантическим полям

#### Техника
Внимание: Не следует путать условные или кодовые обозначения моделей вооружения и военной техники, которые давались и даются в конструкторских бюро и в главном ракетно-артиллерийском управлении Министерства обороны (ГРАУ) с жаргонными обозначениями техники в войсках (силах). На практике повседневное недокументированное использование в войсках кодовых обозначений военной техники не было повсеместным, обязательным и закреплённым служебными инструкциями, поэтому трудные для запоминания или произношения названия часто заменяются аббревиатурами или «изделию» просто даётся прозвище по какому-либо характерному признаку.
Данный раздел весьма ограничен, ввиду большого числа техники и вооружения.
| Жаргонизм              | Значение |
| ---------------------- | --- |
| Чёрный тюльпан         | Ан-12, увозивший в ходе войны с территории Афганистана тела погибших советских военнослужащих. |
| Бэха                   | БМП |
| Бэтр (Бэ́тэр)           | БТР |
| Бардак                 | БРДМ-2 |
| Мотолыга (Метла)       | МТ-ЛБ |
| Коробочка              | Единица бронетехники, в частности Т-80, использовавшийся во время конфликта в Чечне |
| Шайтан-труба, труба    | Реактивный пехотный огнемёт (РПО) Шмель, РПГ |
| Цинка, цинк            | Коробка патронов. А также цинковый гроб, в котором транспортируется тело погибшего под жаргонизмом «груз 200». |
| Весло                  | Винтовка СВД. Также в ВДВ, ЖДВ и прочих войсках обозначение автомата АК с нескладным деревянным прикладом (жаргон ОКСВА) в погранвойсках название автомата АК-74, более длинного из-за компенсатора, по сравнению с АК-АКМ |
| Весёлый                | В ОКСВА так называли МиГ-21 за малое подлётное время (то есть время от запроса поддержки с воздуха до прибытия самолёта и сброса бомб/пуска НАР)                                                                           |
| Спиртовоз, гастроном   | Тяжёлый истребитель-перехватчик МиГ-25, в антиобледенительную систему которого заливалось 200 литров спиртовой смеси |
| Таблетка, буханка      | Санитарный а/м (ТПК, транспортёр переднего края) на базе УАЗ-452, ЛуАЗ-967 |
| Шиши́га, шиша́рик, шишка | Автомобиль ГАЗ-66. Искажённое сокращение от устного произношения «шестьдесят шесть», «шестьдесят шестой» |
| Захар, крокодил, колун | Армейский грузовик ЗИЛ-157. Прозвище «Захар» досталось по наследству от предшественника ЗИС-150. А «крокодилом» его называли за характерную форму кабины и капота                                                          |
| Ксюха, сука, сучка     | АКС74У |
| Калаш, Калашмат        | Автомат Калашникова |
| Тёплый, Теплик, Теплак | Тепловизор |
| Рацуха, Радейка        | Рация |
| Глушак, Тишина         | Глушитель (ПБС) |

#### Неуставные звания
| Период службы                                             | Вид, род, контингент войск                                        | Жаргонизм                                                            |
| --------------------------------------------------------- | ----------------------------------------------------------------- | -------------------------------------------------------------------- |
| Военнослужащие до присяги, проходящие курс молодого бойца | Общеупотребительное                                               | ду́хи беспло́тные, быки́ (бычьё), за́пахи, дрыщи́, каранти́ны; ана́лизы;    |
| От присяги до полугода (первые 6 месяцев службы)          | ВМФ                                                               | сала́ги, (производные салабо́ны, солобо́н), ду́хи, слоны́;                |
| От присяги до полугода (первые 6 месяцев службы)          | Сухопутные войска и ОКСВА                                         | ЧИЖи́ (аббревиатура: «человек, исполняющий желания»);                 |
| От присяги до полугода (первые 6 месяцев службы)          | Мотострелковые войска                                             | ду́хи (производное душа́ры), свисты́, свистки́, слоны́;                   |
| От присяги до полугода (первые 6 месяцев службы)          | Железнодорожные войска                                            | гу́си;                                                                |
| От присяги до полугода (первые 6 месяцев службы)          | Железнодорожные войска                                            | зе́лень (зелёные), бобры́;                                             |
| От присяги до полугода (первые 6 месяцев службы)          | Военно-строительные войска                                        |                                                                      |
| От присяги до полугода (первые 6 месяцев службы)          | васьки́;                                                           |                                                                      |
| От присяги до полугода (первые 6 месяцев службы)          | Внутренние войска                                                 | отцы́, малыши́, ежи́, воробьи́, чеки́сты (производное че́ки), щеглы́, ЧИЖи́; |
| От присяги до полугода (первые 6 месяцев службы)          | Пограничные войска                                                | щеглы́, со́сы, драко́ны, папуа́сы, ку́рсы                                 |
| От полугода до года                                       | ВМФ                                                               | караси́, молоды́е, салабо́ны, моржи́, щеглы́, ма́монты;                    |
| От полугода до года                                       | Сухопутные войска и ОКСВА                                         | ЧИЖи́, шнурки́, слоны́;                                                 |
| От полугода до года                                       | Воздушно-десантные войска                                         | га́нсы;                                                               |
| От полугода до года                                       | Воздушно-десантные войска                                         | слоны́, во́роны;                                                       |
| От полугода до года                                       | Внутренние войска                                                 |                                                                      |
| От полугода до года                                       | помоза́ (производное от «помазок»), шнурки́, гу́си, во́роны; черпаки́; |                                                                      |
| От полугода до года                                       | Железнодорожные войска                                            | старшие гуси, гуси со стажем;                                        |
| От полугода до года                                       | Прочее                                                            | во́роны, пузыри́, огурцы́, совки́, гло́бусы, уша́ны;[уточнить]             |
| От года до полутора лет                                   | Общеупотребительное                                               | котлы́, помазки́, маслы́́                                                |
| От года до полутора лет                                   | Сухопутные войска и ОКСВА                                         | черпаки, черепа, фазаны́                                              |
| От года до полутора лет                                   | Внутренние войска                                                 | черпаки, черепа, фазаны́                                              |
| От года до полутора лет                                   | Воздушно-десантные войска, Войска ПВО Страны                      | фазаны́                                                               |
| От года до полутора лет                                   | Железнодорожные войска                                            | фазаны́                                                               |
| От полутора до двух лет                                   | Общеупотребительное                                               | дедушки (деды́)                                                       |
| От полутора до двух лет                                   | Космические войска                                                | старики́, ста́рые;                                                     |
| От полутора до двух лет                                   | Воздушно-десантные войска                                         | дембеля́                                                              |
| После выхода приказа об увольнении в запас                | Общеупотребительное                                               | дембеля́                                                              |
| После выхода приказа об увольнении в запас                | Воздушно-десантные войска                                         | гражда́нские                                                          |
| После выхода приказа об увольнении в запас                | Внутренние войска                                                 | гра́ждане, квартира́нты                                                |
| После выхода приказа об увольнении в запас                | Внутренние войска                                                 | квартира́нты                                                          |
| После выхода приказа об увольнении в запас                | Войска ПВО Страны, Железнодорожные войска                         |                                                                      |

#### Казарма
| Жаргонизм                                      | Значение |
| ---------------------------------------------- | --- |
| Глади́лка, «лыжи», «отби́вы», «отбива́шки», канты | Небольшая дощечка с ручкой (или без) для придания краям матрасов кантика — прямого угла. |
| Ка́нтик                                         | Край матраса на кровати, отбитый и отглаженный двумя гладилками до прямого угла. В более общем случае, кантиком называют любую линию, для которой при наведении порядка можно применить критерий чёткости (кантик при подбривании шеи, то есть чёткая линия раздела волос головы и чисто выбритой шеи), прямоугольности (кантик на сугробах, когда снежные сугробы на территории части выравниваются под углом в 90 градусов) либо прямоты (выставление мебели либо имущества «по ниточке»). |
| Взлётка                                        | Свободное место внутриказарменного коридора для построений (центральный проход). |

#### Обмундирование и одежда

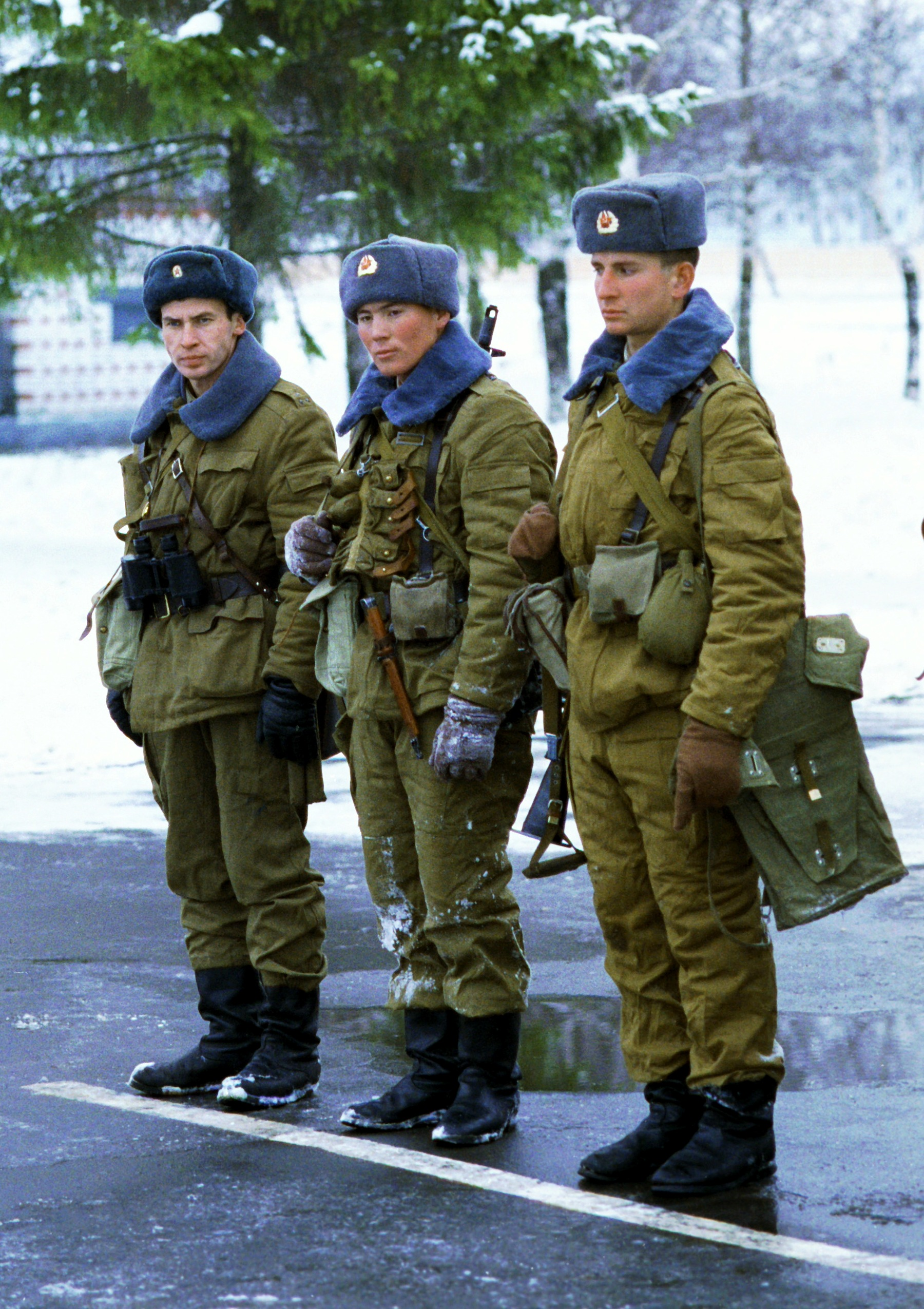
Военнослужащие в зимнем варианте «афганки» (в куртках полевых утеплённых — бушлатах и в брюках утеплённых полевых — ватниках), полевая форма одежды, образца 1984 года.

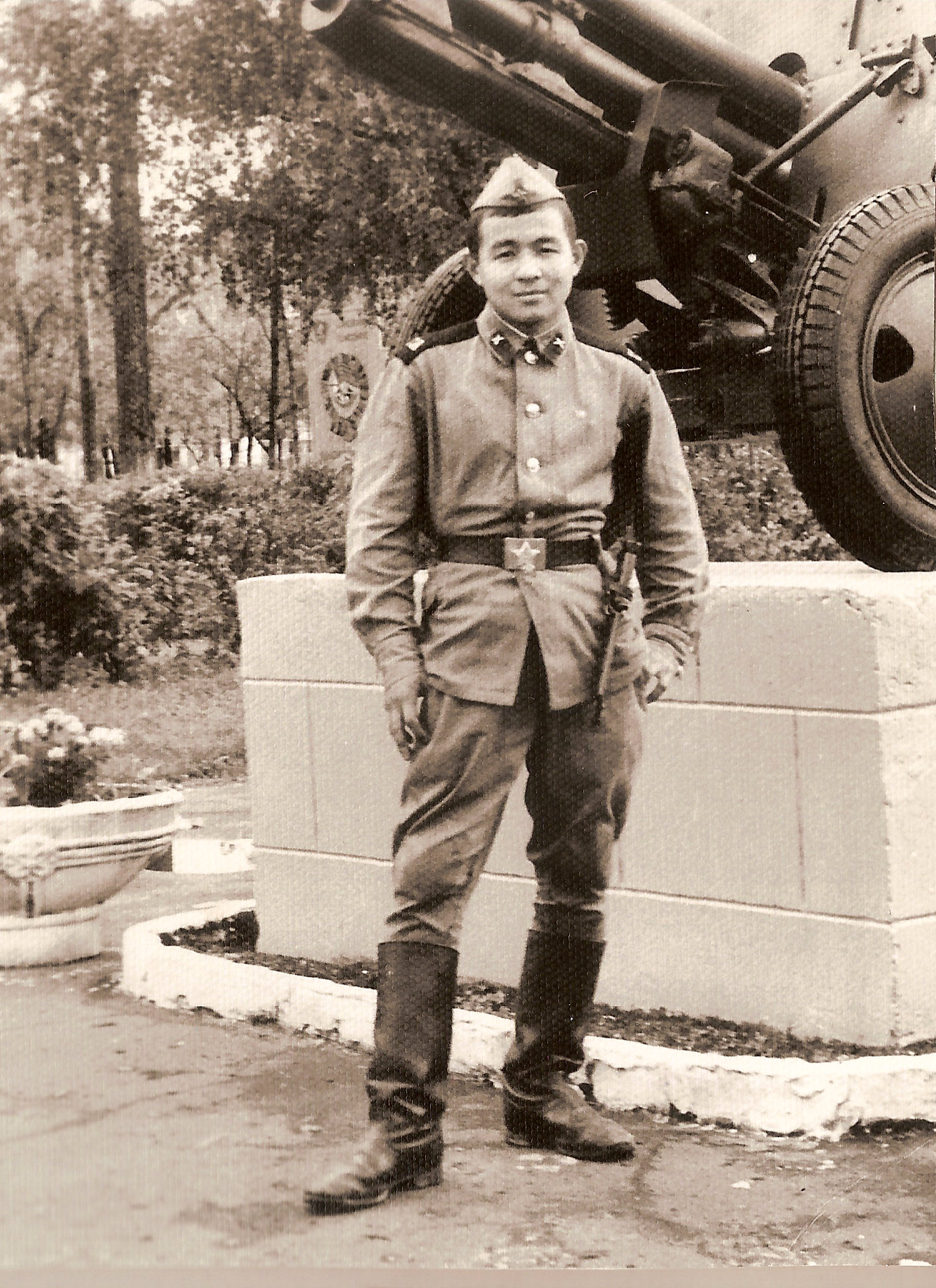
Солдат в «хэбэ». Повседневная и полевая летняя форма одежды образца 1969 года. Сфотографирован во время несения внутренней службы дневальным.

| Жаргонизм                          | Значение |
| ---------------------------------- | --- |
| Афга́нка, эксперимента́лка, варша́вка | Комплект полевой летней (зимней) формы военнослужащих, в начальный период применявшейся в САВО и ОКСВА (откуда и получила своё наименование), а позднее во всех формированиях ВС СССР, а затем ВС РФ и стран СНГ. Поскольку форма нового образца поставлялась в части ОКСВА в виде испытания в войсках (эксперимента), военнослужащие самого ОКСВА называли её «эксперименталкой». Третье наименование связано с тем, что дизайн куртки и брюк определённо был основан на аналогичных моделях, используемых другими армиями стран Варшавского договора. |
| Бушла́т, фуфа́йка, фофа́н             | В Сухопутных Войсках устное обозначение ватной куртки для солдат, не имеющей по фасону и используемыми материалами ничего общего с бушлатом матроса в ВМФ. Официальное название «рабочая куртка утеплённая». Также «бушлатами» назывались зимние куртки к афганке, которые официально назывались «куртка утеплённая полевая». |
| Песо́чка                            | Вид х/б ткани или сшитое из такой ткани «хэбэ» (см. ниже), по цвету и структуре максимально приближающегося к песчаному грунту. При глажке, как правило, не приобретает, так называемый, «стеклянный блеск». |
| Стекля́шка, «стекло́»                | Вид х/б ткани или сшитое из такой ткани «хэбэ» (см. ниже), по структуре кардинально отличающегося от «песочки» — главным образом тем, что, благодаря наличию, помимо хлопчатобумажных, синтетических волокон, при первой же глажке сразу приобретает, так называемый, «стеклянный блеск». |
| Хэбэ́                               | Полевое и повседневное обмундирование из хлопчатобумажной ткани. От аббревиатуры «х/б» — хлопчатобумажная. |
| Пэша́                               | То же, но из полушерстяной ткани, для зимнего периода. От аббревиатуры «п/ш» — полушерстяная. |
| Парадка                            | Парадно-выходная форма одежды военнослужащих срочной службы в СССР. |
| Гражданка                          | 1. Невоенная (обычная, то есть гражданская) одежда; 2. Внеармейская жизнь. |
| Камо́к (комок)                      | Камуфляжная форма |
| Бро́ник                             | Бронежилет |
| Тормоза                            | Штрипка — тесьма, пришитая снизу к штанине брюк, проходящая под ступней и оттягивающая вниз край штанины. |
| Сопля                              | Лычка |
| Капуста                            | Шитьё на козырьке и околыше фуражки вокруг кокарды и звезды. Общевойсковая эмблема |
| Краги                              | Утепленные рукавицы |
| Труба                              | Шарф-кашне зимий элемент одежды |

#### Спецназ ГРУ ГШ МО СССР
Мабута-прыжковка-песочка — костюм подразделений спецназа ГРУ ГШ времён СССР, без погон и любых других обозначений, образца 1981 года, имеющий 8 карманов и карман под нож. В то время в СССР происходит формирование спецподразделений «Альфа» и «Вымпел», а также вводится ОКСВ в Афганистан. В этих условиях и появляется мабута, ставшая отличительным признаком спецназа. Судя по ГОСТ 17 6290-73, указанному на бирке первой модели костюма, которая была пошита с пуговицами наружу, костюм появился в 1973 году. На первых бирках мабуты было написано «костюм мужской». Все летние мабуты 1-го и 2-го типа[уточнить] шились на Клепиковской швейной фабрике в г. Спас-Клепики Рязанской области, а зимние костюмы изготавливал Ивановский швейный завод № 3. Артикул ткани 6883 ТЗ № 3553-69. Расцветка летних костюмов была трёх вариантов: зелёный, коричневый и кремовый. Зимние костюмы имели коричневый и серый цвет «Арктика». Материал на костюмы, согласно номенклатуре материальных средств по службе вещевого имущественного снабжения МО СССР от 1967 года, назывался «ткань плащевая с водоотталкивающей пропиткой арт. 3277 защитная». На всех остальных мабутах, вплоть до конца изготовления в 1991 году, артикул ткани не менялся.

#### Прочее
| Жаргонизм                                    | Значение |
| -------------------------------------------- | --- |
| Балабасы                                     | Присланные из дома или купленные вкусняшки (конфеты, печенье, сгущенка, прочее, что есть только на гражданке). |
| Бульбуля́тор (иногда бурбуля́тор)              | Самодельный кипятильник для воды из двух бритвенных лезвий или сапожных армейских подковок, двужильного провода, спичек (щепок, карандашей) и ниток. Категорически запрещён из-за чрезвычайной опасности поражения электрическим током. В частях РМТО — устройство для дистилляции воды. |
| Бэсээ́л (аббревиатура БСЛ)                    | Большая (иногда совковая) сапёрная лопата |
| Губа                                         | Гауптвахта |
| Дискотека                                    | Посудомоечный цех |
| Дробь 16, болты, шрапнель                    | Перловая каша |
| Кирзуха                                      | Пшённая каша |
| Рубон                                        | Приём пищи |
| Самоход (самоволка)                          | Самовольная отлучка из части |
| Сочи                                         | Самовольное оставление части |
| Спиртяга                                     | Хлеб со спиртовым консервантом |
| Чипок, чапок, чипер, булдырь                 | Солдатская чайная (буфет), магазин-буфет |
| Чифан                                        | Еда, прием пищи |
| Цеппелин                                     | Пусковая установка в РВСН |
| Комсостав                                    | Командирский состав |
| Генс, генус, геннадий                        | Генерал |
| Кэп, каптан                                  | Капитан, командир полка (от аббревиатуры КП) |
| Летёха, лейтёха, свисток                     | Лейтенант |
| Майер, маер, мэйр                            | Майор |
| Мамлей, младший прапорщик, микромайор        | Младший лейтенант |
| Подпол                                       | Подполковник |
| Полкан                                       | Командир полка, полковник |
| Пра́пор, кусо́к, кусок офицера, сундук, каптёр | Прапорщик |
| Старлей                                      | Старший лейтенант |
| Шакал                                        | Офицер |
| Младший комсостав                            | Младший командирский состав |
| Малёк, Младшой, мост, подкусок               | Младший сержант |
| Серж, капрал, кусок                          | Сержант |
| Старшой, капрал                              | Старший сержант |
| Старшой, унтер                               | Старшина |
| Рядовые                                      | Рядовой состав |
| Боец, солдат, товарищ солдат, красноармеец   | Рядовой |
| Ефр                                          | Ефрейтор |